# Leopold von Dallmer
Hans Theodor Leopold Dallmer, seit 1871 von Dallmer (* 8. November 1827 in Braunsberg; † 10. Januar 1901 in Kötzschenbroda) war ein preußischer Generalleutnant.

## Leben

### Herkunft
Leopold Dallmer war ein Sohn des preußischen Rittmeisters Karl Friedrich Dallmer (1787–1867) und dessen Ehefrau Emilie, geborene Neumann († 1882).

### Militärkarriere
Dallmer besuchte die Kadettenhäuser in Kulm und Berlin. Am 4. Juli 1844 wurde er als Sekondeleutnant der 1. Ingenieur-Inspektion der Preußischen Armee aggregiert und einen Monat später zur 2. Pionier-Abteilung versetzt. Er absolvierte zur weiteren Ausbildung von Oktober 1844 bis Juni 1846 die Vereinigte Artillerie- und Ingenieurschule und kam im Anschluss zur 1. Reserve-Pionier-Kompanie in Luxemburg. In den folgenden Jahren versah Dallmer Dienst bei der 3. und 1. Ingenieur-Inspektion sowie bei den Fortifikationen in Graudenz, Königsberg und Lötzen. Als Premierleutnant absolvierte er dann für drei Jahre die Kriegsakademie, kam im Anschluss zur Fortifikation Stettin und wurde im Mai 1859 als Hauptmann Kommandeur der 3. Kompanie der 2. Pionier-Abteilung. Während des mobilen Verhältnisses anlässlich des Sardinischen Krieges war Dallmer beim mobilen VII. Armee-Korps. Nach einer erneuten Verwendung bei der Fortifikation Königsberg wurde er am 9. November 1860 zur 2. Ingenieur-Inspektion versetzt und der Fortifikation Neiße zugeteilt. Am 7. Mai 1861 kommandierte man Dallmer für sechs Monate zum 22. Infanterie-Regiment. Nach einer weiteren Verlängerung um sechs Monate kam Dallmer am 2. Juli 1862 als Kompaniechef in das 7. Ostpreußische Infanterie-Regiment Nr. 44. In dieser Eigenschaft nahm Dallmer 1866 während des Krieges gegen Österreich an den Schlachten bei Trautenau und Königgrätz teil und wurde mit dem Roten Adlerorden IV. Klasse mit Schwertern ausgezeichnet.
Nach dem Friedensschluss stieg Dallmer zum Major auf und wurde Mitte Oktober 1867 Kommandeur des Füsilier-Bataillons. Als solcher nahm er 1870/71 während des Krieges gegen Frankreich an den Schlachten bei Colombey, Noisseville sowie der Belagerung von Metz teil. Nach dem Fall der Festung übernahm er kurzzeitig die Führung des Regiments, bis Dallmer in der Schlacht bei Amiens durch einen Schuss durch das rechte Ellenbogengelenk schwer verwundet wurde. An den Folgen dieser Verletzung litt er zeit seines Lebens.
Ausgezeichnet mit beiden Klassen des Eisernen Kreuzes wurde Dallmer am Tag der Kaiserproklamation zum Oberstleutnant befördert und am 16. Juni 1871 durch Wilhelm I. in den erblichen preußischen Adelsstand erhoben. Mit der Beförderung zum Oberst erfolgte am 22. März 1873 seine Ernennung zum Kommandeur des 1. Westfälischen Infanterie-Regiments Nr. 13 in Münster. Nachdem er im September 1877 den Kronenorden II. Klasse erhalten hatte, beauftragte man ihn am 13. März 1879 unter Stellung à la suite seines Regiments mit der Führung der 27. Infanterie-Brigade in Düsseldorf und ernannte Dallmer am 11. Juni 1879 mit der Beförderung zum Generalmajor zum Kommandeur dieses Großverbandes. Unter Verleihung des Roten Adlerordens II. Klasse mit Eichenlaub und Schwertern am Ringe wurde er am 10. Juli 1880 mit der gesetzlichen Pension zur Disposition gestellt.
Anlässlich des 25. Jahrestages der Schlacht bei Colombey verlieh der Kaiser ihm am 14. August 1895 den Charakter als Generalleutnant.

### Familie
Dallmer hatte sich am 29. Januar 1881 in Bremen mit Lucie Christiane Delius (* 1841) verheiratet. Die Ehe blieb kinderlos.